# Língua kako
Kako (também Mkako ou Mkaka) é uma  bantu falada principalmente nos Camarões, com alguns falantes na República Centro-Africana e na República do Congo. Os principais centros populacionais de falantes de Kako são Batouri e Ndelele na Região Leste dos Camarões.
Uma vez agrupado com o grupo de dialetos Gbaya e muitas vezes ainda referido como parte de um grupo indefinido "Gbaya-Kaka", Kako agora está agrupado na família de línguas Bantu.

## Dialetos
Kako pode ser dividido em três dialetos principais e intimamente relacionados: dialeto oriental (Bεra, Bèra) perto da área fronteiriça entre Camarões e República Centro-Africana, dialeto médio (Mgbwako, Mgbako) perto da área de Batouri e dialeto ocidental (Mbo-Ndjo'o, Mbo-Ndjokou) perto da área de Bertoua-Doumé. A diferença é maior entre o dialeto Bεra oriental e o Mbo-Ndjo'o ocidental, com o dialeto Mgbwako formando um meio-termo.
Todos os três permanecem mutuamente inteligíveis. Os dialetos Bεra e Mbondjóo têm 85,5% de suas palavras em comum, das quais 26,4% são idênticas e 59,1% são cognatos. 
Outras variantes conhecidas da língua Kako são Bo-Rong, Lossou, Ngwendjè e Mbéssembo. A língua Seki no Gabão e na Guiné Equatorial soa muito semelhante ao Kako.

### ALCAM (2012)
Segundo ALCAM (2012), cada clã (em Kako mbó, equivalente a Beti mvog) tem sua própria variedade linguística:
- Kakó Mbódo
- Kakó Mbóbutu
- Kakó Mbónjó
- Kakó Mbóngándi
- Kakó Mbóróng
- Kakó Ngónje
- Kakó Ngwájá
- Kako Ngbako
- Kakó Bera
- Kako Mbesámbó

Os Kakó Mbesámbó e Kakó Bera encontrados no distrito de Lomié e em Ngoila (departamento de Haut-Nyong, Região Oriental) chegaram lá durante a colonial francesa para extrair borracha. Eles são originalmente da comuna Ndelele no departamento de Kadey, Região Oriental. Sua língua não mudou muito desde então. Sem ter deixado Kadey ao sul de Batouri, no entanto, os Kakó Bóli, Loso, Mbópaló e Gbe abandonaram a língua Kakó e agora falam Dóóka, uma língua Gbaya. Kakó cobre a maior parte do departamento de Kadey, notavelmente a maior parte das comunas de Batouri e Ndélélé e o norte de Mbang (vale de Doumé), enquanto o sul tem falantes de Mpo e a comuna de Ketté tem falantes de Gbaya, que também são encontrados no leste de Batouri e no sul de Ndélélé. Kakó também é encontrado na República Centro-Africana e na República do Congo. A população total que fala esta língua é estimada em 70.500.

## História
Os Kakó Mbesámbó e Kakó Bera encontrados no distrito de Lomié e em Ngoila (departamento de Haut-Nyong, Região Oriental) chegaram lá durante a colonial francesa para extrair borracha. Eles são originalmente da comuna Ndelele no departamento de Kadey, Região Oriental. Sua língua não mudou muito desde então. Sem ter deixado Kadey ao sul de Batouri, no entanto, os Kakó Bóli, Loso, Mbópaló e Gbe abandonaram a língua Kakó e agora falam Dóóka, uma língua Gbaya. Kakó cobre a maior parte do departamento de Kadey, notavelmente a maior parte das comunas de Batouri e Ndélélé e o norte de Mbang (vale de Doumé), enquanto o sul tem falantes de Mpo e a comuna de Ketté tem falantes de Gbaya, que também são encontrados no leste de Batouri e no sul de Ndélélé. Kakó também é encontrado na República Centro-Africana e na República do Congo. A população total que fala esta língua é estimada em 70.500.{ and the other for west Kako.
Línguas de então. Sem ter deixado Kadey ao sul de Batouri, no entanto, os Kakó Bóli, Loso, Mbópaló e Gbe abandonaram a língua Kakó e agora falam Dóóka, uma língua Gbaya. Kakó cobre a maior parte do departamento de Kadey, notavelmente a maior parte das comunas de Batouri e Ndélélé e o norte de Mbang (vale de Doumé), enquanto o sul tem falantes de Mpo e a comuna de Ketté tem falantes de Gbaya, que também são encontrados no leste de Batouri e no sul de Ndélélé. Kakó também é encontrado na República Centro-Africana e na República do Congo. A população total que fala esta língua é estimada em 70.500.{ and the other for west Kako.